# Loïc Meillard
Loïc Meillard (Aussprache [ˈlɔ.ik meˈʎaʀ]; * 29. Oktober 1996 in Neuchâtel) ist ein Schweizer Skirennfahrer. Er fährt ausser in der Abfahrt in allen Disziplinen, wobei er insbesondere in Riesenslalom und Slalom erfolgreich ist. Zu seinen grössten Erfolgen gehören sechs Weltmeisterschaftsmedaillen in fünf verschiedenen Disziplinen, darunter zwei goldene, und drei Juniorenweltmeistertitel. Seine zwei Jahre jüngere Schwester Mélanie Meillard ist ebenfalls eine Skirennfahrerin.

## Biografie

### Juniorenzeit
Meillard stammt aus Bôle im Kanton Neuenburg und erlernte das Skifahren im Alter von zwei Jahren. Als er zwölf Jahre alt war, zog er mit seiner Familie nach Hérémence im Kanton Wallis. Nach der Sekundarschule machte er eine Lehre als Bankkaufmann, die er 2015 abschloss. Im Alter von 15 Jahren begann er im November 2011 an FIS-Rennen und nationalen Juniorenrennen teilzunehmen. Zum Abschluss der darauf folgenden Saison feierte er im April 2013 seinen ersten Sieg in einem FIS-Rennen (in der Disziplin Super-G), wobei er unter anderem Weltcupsieger Sandro Viletta hinter sich liess. Sein Debüt im Europacup hatte er am 11. Januar 2014 in Wengen, wo er in der Abfahrt auf Platz 67 fuhr. Zweieinhalb Wochen später überraschte er mit einem vierten Platz im Europacup-Kombinationsrennen von Crans-Montana, als jüngster aller Teilnehmer. Sein bestes Ergebnis bei den Juniorenweltmeisterschaften 2014 in Jasná war der achte Platz im Super-G.
In der Saison 2014/15 etablierte sich Meillard als weltweit bester Riesenslalomfahrer seines Jahrgangs. Seinen ersten Einsatz im Weltcup hatte er am 10. Januar 2015 beim Riesenslalom am Chuenisbärgli in Adelboden, wo er sich als 51. nicht für den zweiten Durchgang qualifizieren konnte. Am 28. Januar gewann er sein erstes Europacup-Rennen, einen Riesenslalom in Crans-Montana, vor Roland Leitinger und Rasmus Windingstad. Mit zwei weiteren Podestplätzen in Oberjoch und Jasná klassierte sich Meillard in der Disziplinenwertung auf dem dritten Platz. Ebenso entschied er die Schweizer Slalom-Juniorenmeisterschaft für sich. Im März 2015 gehörte er zu den prägenden Figuren der Juniorenweltmeisterschaften und gewann in Hafjell drei Medaillen: Gold in der Super-Kombination, Silber im Riesenslalom und Bronze im Super-G. Er beendete die Saison mit dem Schweizer Meistertitel in der Kombination.
Aufgrund seiner Leistungen im Europacup sicherte sich Meillard einen Fixstartplatz für die nachfolgende Weltcupsaison 2015/16. Diese verlief zunächst sehr harzig: In den ersten sieben Weltcup-Riesenslaloms konnte er sich nicht für den zweiten Durchgang qualifizieren. Am 28. Februar 2016 durchbrach er diese Negativserie und holte mit dem 27. Platz in Hinterstoder seine ersten Weltcuppunkte. Sechs Tage später, am 5. März, stiess er mitten in die Weltspitze vor und überraschte in Kranjska Gora mit dem achten Platz. Mitte April 2016 verteidigte er seinen Schweizer Kombinationsmeistertitel, ausserdem ehrte ihn die Schweizer Sporthilfe als «Nachwuchsathlet des Jahres».

### Aufstieg an die Weltspitze
Während die Weltcupsaison 2016/17 eher verhalten begann, feierte Meillard am 14. Dezember 2016 beim Slalom von Obereggen seinen vierten Sieg im Europacup. Vier Tage später konnte er beim Weltcup-Riesenslalom auf der Gran Risa in Alta Badia nicht zum zweiten Lauf antreten. Grund war ein Meniskusschaden am rechten Knie, der einen operativen Eingriff erforderte. Daraufhin musste er rund einen Monat lang pausieren. Nach der Rückkehr klassierte er sich dreimal unter den besten 15 und kurz vor Saisonende gewann er bei den Juniorenweltmeisterschaften 2017 in Åre zwei Goldmedaillen. In der Kombination distanzierte er River Radamus um mehr als anderthalb Sekunden, im Riesenslalom betrug sein Vorsprung auf Timon Haugan über eine halbe Sekunde. In der Weltcupsaison 2017/18 fuhr Meillard viermal unter die besten zehn. Bei den Olympischen Winterspielen 2018 in Pyeongchang belegte er im Riesenslalom den 9. und im Slalom den 14. Platz.
Nach drei weiteren Top-10-Platzierungen zu Beginn der Saison 2018/19 erzielte Meillard am 19. Dezember 2018 als Zweitplatzierter des Riesenslaloms von Saalbach-Hinterglemm die erste Weltcup-Podestplatzierung seiner Karriere, dabei musste er sich nur Žan Kranjec geschlagen geben. Die Bestätigung gelang ihm nur einen Tag später im Slalom, indem er hinter Marcel Hirscher erneut den zweiten Platz belegte. Bei seinen ersten Weltmeisterschaften 2019 in Åre verpasste Meillard als Vierter des Riesenslaloms knapp eine Medaille. Zum Abschluss der Saison gewann er den Schweizer Slalom-Meistertitel. Nach zwei Podestplätzen im Verlaufe des Weltcups 2019/20 gelang ihm am 9. Februar 2020 beim Parallel-Riesenslalom von Chamonix der erste Weltcupsieg, vor Thomas Tumler und Alexander Schmid. Zusammen mit einem neunten Platz in Alta Badia war dies ausreichend, um die in diesem Winter einmalig durchgeführte Parallel-Disziplinenwertung für sich zu entscheiden.

### Etablierung als Allrounder
In der Saison 2020/21 begann Meillard bei Super-G-Rennen zu starten und etablierte sich auch in dieser Disziplin rasch an der Weltspitze, womit er zu den wenigen Allroundern im Skiweltcup aufstieg (Abfahrten bestritt er jedoch vorerst nur zu Trainingszwecken). Erfolge feierte er weiterhin vor allem im Riesenslalom; in acht von zehn Rennen klassierte er sich unter den besten zehn, darunter je einmal als Zweiter und Dritter. Weitere sechs Top-10-Platzierungen kamen im Slalom hinzu. Dementsprechend gehörte er vor den Weltmeisterschaften 2021 in Cortina d’Ampezzo zum Favoritenkreis. In der Kombination gewann er hinter Alexis Pinturault und Marco Schwarz die Bronzemedaille, wobei er ein noch besseres Ergebnis mit einem zeitraubenden Fehler vergab. Eine weitere Bronzemedaille kam im Parallelrennen hinzu, hinter Mathieu Faivre und Filip Zubčić. In diesem von Irregularitäten geprägten Rennen musste er als Schnellster der Qualifikation stets auf dem deutlich langsameren roten Kurs beginnen und war dadurch klar benachteiligt.
Im Vergleich zum vorherigen Winter schwächelte Meillard in der Saison 2021/22 etwas, auch wenn er bis Ende Januar sechs Top-10-Platzierungen erzielte. Auch bei den Olympischen Winterspielen 2022 schnitt er etwas unter den Erwartungen ab. Nachdem er sowohl in der Kombination als auch im Riesenslalom ausgeschieden war, fuhr er im Slalom auf den fünften Platz. Ende März 2022 wurde er zum ersten Mal Schweizer Riesenslalom-Meister und schlug dabei mit Marco Odermatt den Saisondominator in dieser Disziplin. In der Weltcupsaison 2022/23 konnte sich Meillard wieder steigern und erzielte in drei verschiedenen Disziplinen nicht weniger als fünf Podestplatzierungen. Unter anderem stand er am 29. Dezember 2022 in Bormio als Drittplatzierter das erste Mal auf dem Podest eines Super-G. Während er in Wengen knapp seinen ersten Slalomsieg verpasste, gewann er am 25. Januar 2023 in Schladming seinen ersten Riesenslalom, vor Gino Caviezel und in Abwesenheit Odermatts. Bei den Weltmeisterschaften 2023 in Courchevel fuhr er zunächst in der Kombination auf den sechsten und im Super-G auf den achten Platz. Anschliessend gewann er im Riesenslalom hinter Odermatt die Silbermedaille und sorgte für einen Schweizer Doppelsieg.
In der Saison 2023/24 wollte Meillard den Prototyp eines neues Skibindungssystem, den er exklusiv von seinem Hersteller LOOK/Rossignol erhalten hatte, unter Rennbedingungen testen. In den Riesenslaloms von Sölden und Adelboden verlor er während des Laufs einen Ski, beide Male ohne erkennbare Ausseneinwirkung. Urs Lehmann, der Präsident von Swiss-Ski, riet ihn daraufhin dazu, wieder ein älteres Modell einzusetzen. Meillard beharrte auf seiner Entscheidung, was sich letztlich bezahlt machte. Im weiteren Verlauf des Winters – vor allem gegen Saisonende hin – gelangen ihm sieben Podestplätze in drei verschiedenen Disziplinen. Er gewann erstmals im Weltcup einen Slalom in Aspen und zum zweiten Mal einen Riesenslalom in Saalbach-Hinterglemm, hinzu kamen vier zweite Plätze und ein dritter Platz. Sowohl in der Gesamtwertung als auch in der Riesenslalom-Disziplinenwertung belegte er hinter Odermatt den zweiten Platz.

## Erfolge

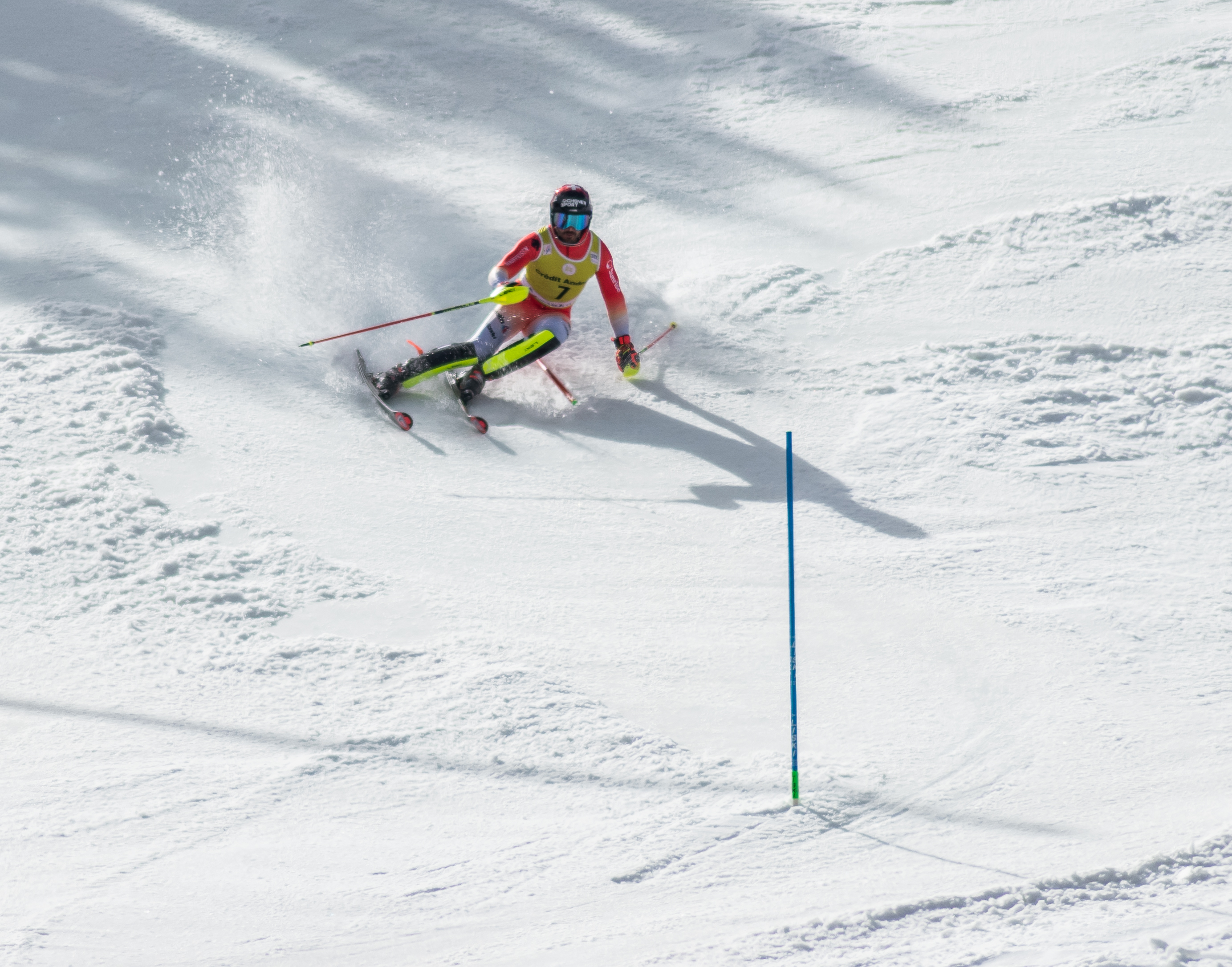
Loïc Meillard beim Weltcupfinal in Soldeu (2023)

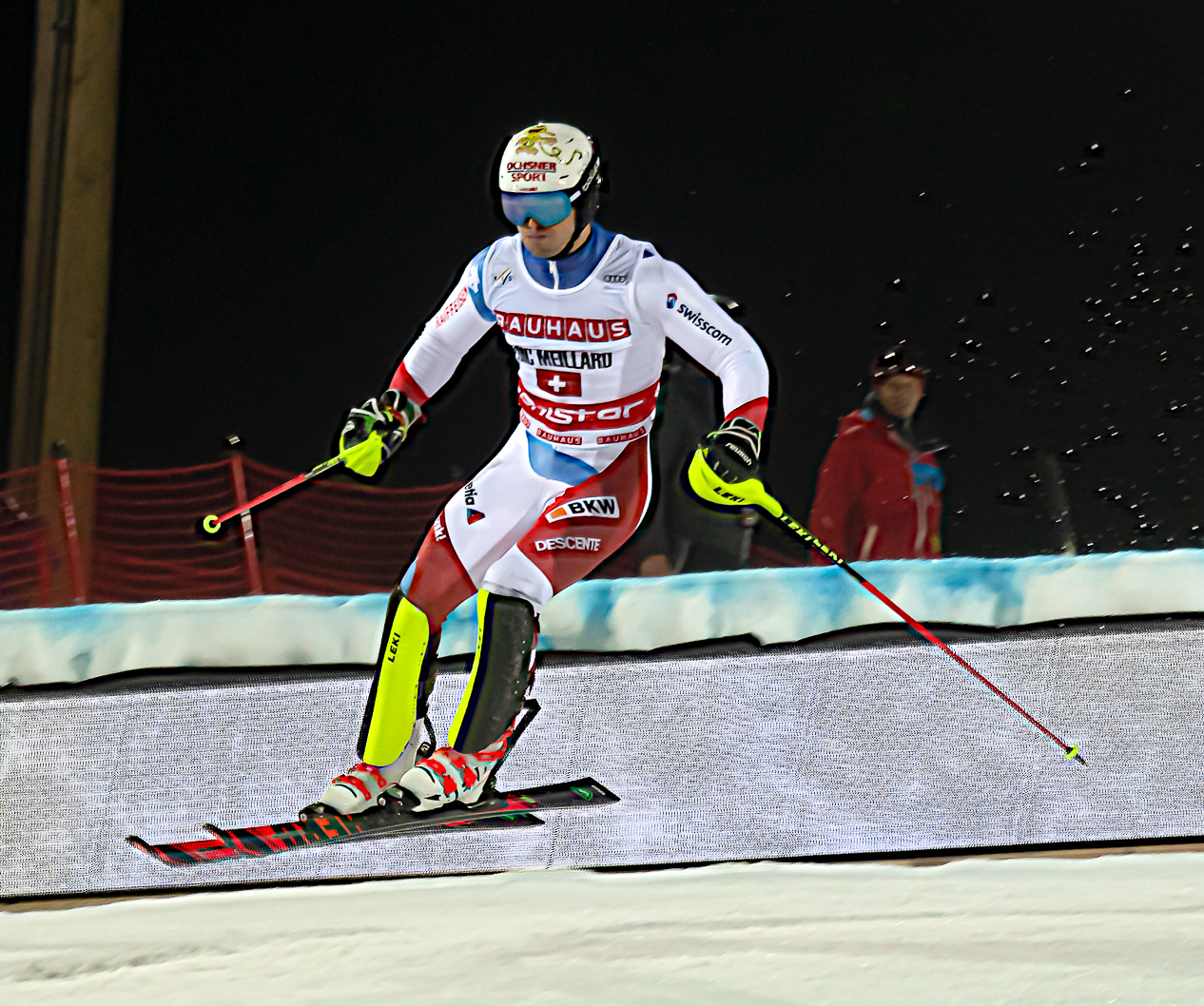
Loïc Meillard beim City Event in Stockholm (2019)

### Olympische Spiele
- Pyeongchang 2018: 9. Riesenslalom, 14. Slalom
- Peking 2022: 5. Slalom

### Weltmeisterschaften
- Åre 2019: 4. Riesenslalom, 14. Slalom
- Cortina d’Ampezzo 2021: 3. Alpine Kombination, 3. Parallelrennen, 5. Riesenslalom
- Courchevel 2023: 2. Riesenslalom, 6. Alpine Kombination, 8. Super-G
- Saalbach 2025: 1. Slalom, 1. Team-Kombination, 3. Riesenslalom

### Weltcup
- 29 Podestplätze, davon 7 Siege:

| Datum           | Ort                  | Land       | Disziplin             |
| --------------- | -------------------- | ---------- | --------------------- |
| 9. Februar 2020 | Chamonix             | Frankreich | Parallel-Riesenslalom |
| 25. Januar 2023 | Schladming           | Österreich | Riesenslalom          |
| 3. März 2024    | Aspen                | USA        | Slalom                |
| 16. März 2024   | Saalbach-Hinterglemm | Österreich | Riesenslalom          |
| 15. März 2025   | Hafjell              | Norwegen   | Riesenslalom          |
| 16. März 2025   | Hafjell              | Norwegen   | Slalom                |
| 26. März 2025   | Sun Valley           | USA        | Riesenslalom          |

### Weltcupwertungen
| Saison  | Gesamt | Gesamt | Super-G | Super-G | Riesenslalom | Riesenslalom | Slalom | Slalom | Kombination | Kombination | Parallel | Parallel |
| Saison  | Platz  | Punkte | Platz   | Punkte  | Platz        | Punkte       | Platz  | Punkte | Platz       | Punkte      | Platz    | Punkte   |
| ------- | ------ | ------ | ------- | ------- | ------------ | ------------ | ------ | ------ | ----------- | ----------- | -------- | -------- |
| 2015/16 | 104.   | 36     | –       | –       | 38.          | 36           | –      | –      | –           | –           | –        | –        |
| 2016/17 | 80.    | 77     | –       | –       | 30.          | 55           | 42.    | 22     | –           | –           | –        | –        |
| 2017/18 | 27.    | 299    | –       | –       | 9.           | 175          | 22.    | 124    | –           | –           | –        | –        |
| 2018/19 | 15.    | 502    | –       | –       | 5.           | 313          | 16.    | 163    | 18.         | 26          | –        | –        |
| 2019/20 | 10.    | 579    | –       | –       | 11.          | 167          | 14.    | 144    | 5.          | 139         | 1.       | 129      |
| 2020/21 | 4.     | 805    | 20.     | 85      | 4.           | 393          | 9.     | 327    | –           | –           | –        | –        |
| 2021/22 | 11.    | 578    | 30.     | 43      | 8.           | 252          | 7.     | 283    | –           | –           | –        | –        |
| 2022/23 | 6.     | 877    | 16.     | 134     | 6.           | 406          | 6.     | 337    | –           | –           | –        | –        |
| 2023/24 | 2.     | 1073   | 8.      | 196     | 2.           | 468          | 4.     | 409    | –           | –           | –        | –        |
| 2024/25 | 3.     | 1076   | 35.     | 32      | 3.           | 434          | 2.     | 610    | –           | –           | –        | –        |

### Europacup
- Saison 2014/15: 10. Gesamtwertung, 3. Riesenslalomwertung
- Saison 2015/16: 6. Gesamtwertung, 3. Riesenslalomwertung
- 8 Podestplätze, davon 4 Siege:

| Datum             | Ort           | Land       | Disziplin    |
| ----------------- | ------------- | ---------- | ------------ |
| 28. Januar 2015   | Crans-Montana | Schweiz    | Riesenslalom |
| 20. Januar 2016   | Val-d’Isère   | Frankreich | Riesenslalom |
| 21. Januar 2016   | Val-d’Isère   | Frankreich | Riesenslalom |
| 14. Dezember 2016 | Fassatal      | Italien    | Slalom       |

### Juniorenweltmeisterschaften
- Jasná 2014: 8. Super-G, 14. Super-Kombination, 17. Riesenslalom, 32. Abfahrt
- Hafjell 2015: 1. Super-Kombination, 2. Riesenslalom, 3. Super-G, 4. Slalom
- Åre 2017: 1. Riesenslalom, 1. Kombination, 8. Super-G, 15. Abfahrt

### Weitere Erfolge
- 5 Schweizer Meistertitel (Kombination 2015 und 2016, Slalom 2019, Riesenslalom 2022 und 2024)
- 1 Schweizer Juniorenmeistertitel (Slalom 2015)
- 4 Siege in FIS-Rennen